# Golf Club de Nîmes Campagne
Le Golf Club Nîmes Campagne, communément appelé Campagne, est un parcours de golf de 52 hectares situé à Nîmes dans le département du Gard en région Occitanie. Bâti en 1969 à l'extrême sud de la ville et à proximité de l'aéroport de Nîmes-Garons, il est le premier des deux terrains de golf aménagés dans la préfecture gardoise.

## Histoire
Au XIIIe siècle, les Templiers érigent une chapelle rurale nommée Saint-Martin de Campagne située dans la plaine de la Costière à proximité de Garons. Devenu bien national après la Révolution Française, le domaine de Campagne est acheté au XVIIe siècle par la duchesse d’Uzès Marie-Julie de Sainte-Maure. Après un incendie qui détruit le lieu de culte à la fin du XIXe siècle, le banquier nîmois Georges Arnaud-Pallier acquiert le domaine et dédie le site à la chasse. En 1902, après un voyage aux États-Unis, il construit une réplique en miniature de la Maison-Blanche baptisée White Home qui abritera par la suite le club-house ainsi que le restaurant du golf.
En 1965, Paul Alcay, Jean Serre et Alain Nègre, trois amis courtiers en vin, veulent créer un golf au sud de Nîmes afin d'attirer des jeunes cadres dynamiques s'installant dans la région avec l'idée de créer un club omnisports comprenant piscine, tennis et centre équestre. En février 1967, une société est créée par 24 membres fondateurs. Cette dernière achète la même année la propriété du domaine de Campagne à la famille de Georges Arnaud pour en faire un parcours de golf.
La proximité du nouveau canal du Bas-Rhône Languedoc facilite la création du parcours notamment pour l'irrigation en eau. La conception du golf est confiée aux architectes suisses Léonard Morandi et Donald Harradine. En janvier 1969, les membres créent l’association du Golf de Campagne et fait de ce dernier l'un des derniers associatifs de France. En mai 1969, 9 trous sont pour la première fois utilisés par des golfeurs. Puis, en juin 1970, le parcours de 18 trous est inauguré lors d’un match d'exhibition auquel participe Jean Garaïalde. En 2008, un pitch and putt de 6 trous est créé avant d'être inauguré un an plus tard.
En 2022, Nîmes Campagne comptabilise 500 membres, 15 salariés et une surface d'espaces verts d'environ 52 hectares,. Classé parmi les 75 meilleurs golfs européens selon Golf World en 2003, le site de Nîmes Campagne fait partie des deux golfs de la ville avec celui de Nîmes Vacquerolles (ce dernier étant créé en 1989).
Né dans la préfecture gardoise, Jean-François Remesy fait ses débuts au sein du Club. Premier vainqueur français en PGA Tour, Matthieu Pavon débute également sa carrière à Campagne lorsque son grand-père est président du Club de 1996 à 2002.

## Compétitions

### Open Cacharel
En 1976, sous l'impulsion de Jean Bousquet, l’Open Cacharel est créé en prenant la forme d'un championnat international des moins de 25 ans. D'abord disputé à Évian-les-Bains, ce tournoi joué en stroke play se déroule à Nîmes de 1978 à 1983. Même si une victoire dans cette compétition n'était pas considérée comme officielle dans les classements, l'Open est organisé sous l'égide du tour européen PGA en tant qu'évènement spécial. Il voit des jeunes golfeurs renommés y prendre part à l'instar de Greg Norman, Nick Faldo, Ian Woosnam et de José María Olazábal. En 1979, Bernhard Langer s'impose lors de cet Open et obtient le record du parcours.
| Année | Champion        | Pays           | Score |
| ----- | --------------- | -------------- | ----- |
| 1978  | Jim Nelford     | Canada         | 280   |
| 1979  | Bernhard Langer | Allemagne      | 274   |
| 1980  | Jack Renner     | États-Unis     | 292   |
| 1981  | Tim Simpson     | États-Unis     | 287   |
| 1982  | Ian Woosnam     | Pays de Galles | 290   |
| 1983  | Michael McLean  | Angleterre     | 285   |

### Compétitions diverses
Depuis 1985, le club organise un tournoi de trois jours appelé le Grand Prix de Nîmes Campagne. En parallèle, le Club participe régulièrement au trophée Gounouilhou qui correspond à la première division masculine du championnat de France de golf des clubs. Finaliste à cinq reprises, Nîmes Campagne s'y impose en 1986 pour la seule fois. Depuis 1974, le Golf Club a accueilli cinq fois cette compétition.